# Yumurtalik
Yumurtalik este un district din Turcia, Provincia Adana. A fost cunoscut în trecut sub denumirile de Aegeae, Ayas și Laiazzo.
Se află lângă Golful Alexandreta[*], la o altitudine de 120 m deasupra nivelului mării. Populația este de 18.587 locuitori, determinată în 2018, prin Sistemul de Înregistrare a Populației pe bază de Adresă[*].